# Iota souscrit

Le iota souscrit (en grec ancien : ὑπογεγραμμένη / hupogegramménē) est un diacritique de l'alphabet grec, formé par un petit iota situé sous une voyelle.

## Caractéristiques
En grec ancien, le iota souscrit est utilisé pour les diphtongues « longues », c'est-à-dire les diphtongues dont la première lettre est une voyelle longue, alpha α, êta η et oméga ω. Il prend la forme d'un trait vertical situé sous la lettre : ᾳ, ῃ et ῳ.

## Histoire

### Origines
Avant la réforme d'Euclide (en) et l'adoption des lettres Ω et Η (403–402 av. J.-C.), l'écriture du grec attique ne dispose d'aucun moyen pour distinguer les voyelles courtes et longues. Les diphtongues ΑΙ, ΕΙ et ΟΙ sont composées d'une voyelles et d'un iota que la voyelle soit longue ou pas.
À partir du milieu des Ve – IVe siècles av. J.-C., la plupart des diphtongues grecques commencent à perdre leurs éléments finaux. La prononciation de ηι se confond avec celle de ει en grec attique et avec celle de ι en koinè. Le αι long se prononce de façon similaire comme le α long et le ωι comme ω. La perte des diphtongues conduit à l'omission du ι final dans les digrammes les représentant.

### Création
Le iota souscrit est introduit par les bibliothécaires d'Alexandrie afin d'indiquer l'absence de iota dans une diphtongue longue sur des manuscrits antérieurs. En koinè, le iota de ces diphtongues n'est plus prononcé, toutefois il est essentiel pour distinguer les différents usages d'un même mot ; par exemple, les nominatif et datif singuliers des noms féminins de la première déclinaison se différencient, pour de nombreux mots, par ce iota. À cause de l'absence de place, il est impossible d'introduire un iota juste après la lettre qui le précède ; ainsi, le iota est alors ajouté sous la lettre.
Après la destruction de la bibliothèque d'Alexandrie et des manuscrits qu'elle contient, l'usage du iota souscrit est perpétué. Il est utilisé par l'Église orthodoxe de Grèce et les copistes byzantins médiévaux.
La diphtongue longue rare ῡι aurait dû être traitée de la même manière, et les œuvres d'Eustathe de Thessalonique fournissent un exemple de υ diacrité d'un iota souscrit dans le mot ὑπόγυͅον, mais cet usage n'est pas devenu une convention (le même mot est orthographié par d'autres auteurs ὑπόγυιον et ὑπόγυον).

## Translittération
Dans la romanisation du grec, le iota souscrit est généralement omis.
Les mots dérivés de termes en grec ancien possédant un iota souscrit n'en tiennent également pas compte. Par exemple, ζῷον est transcrit par zôon et non zôion, conduisant au terme français zoologie.

## Encodage
La norme Unicode comprend les codes suivants :
- ◌ͅ : U+0345, diacritique grec iota souscrit[2] ;
- ͺ : U+037A, caractère grec iota souscrit[3] ;
- Les différents caractères grecs diacrités par un iota souscrit sont spécifiés dans la table U+1F00 à U+1FFF (grec étendu)[4].